# És hamarosan a sötétség (film, 2010)
Az És hamarosan a sötétség (eredeti cím: And Soon the Darkness) 2010-es amerikai thriller, melyet Marcos Efron rendezett. A főszerepben Karl Urban, Amber Heard és Odette Annable látható.
A film Robert Fuest brit rendező 1970-es hasonló című, Franciaországban játszódó thrillerének remake-je.

## Cselekmény
Két fiatal amerikai nő, Stephanie és Ellie úgy dönt, hogy utolsó argentínai éjszakájukat egy kis szállodában töltik. A helyi bárban átmulatott éjszaka után, ahol találkoznak néhány helybéli férfival, lekésik a buszt, amely elvitte volna őket úti céljukhoz. Mivel a busz naponta csak egyszer jár, gyalog indulnak el és a közeli folyóhoz mennek, hogy pihenjenek és élvezzék a plusz szabadnapot.
Az utazás váratlanul negatív fordulatot vesz, amikor egy heves vita után különválnak és Ellie-t elrabolják. Miközben Stephanie kétségbeesetten keresi barátnőjét, csatlakozik hozzá Michael, egy amerikai, aki azt állítja, hónapokkal korábban eltűnt barátnőjét keresi. A párosnak a város egyetlen rendőrtisztje segít, ám ő gyanúsan viselkedik. Stephanie végül megtalálja a rejtekhelyet, ahová az emberrabló elvitte Ellie-t, és sikerül kiszabadítania, de Ellie-t később menekülés közben megöli az őt elrabló férfi.
A rendőr megjelenik, és becsalja Stephanie-t az autójába. Stephanie megtalálja a járműben az útlevelét és rájön, hogy a rendőr áll az összes lány eltűnése mögött. Michael megszerzi a rendőr fegyverét. A rendőr felajánlja, hogy elcseréli Michael barátnőjét, Camilát Stephanie-ra. Michael beleegyezik, de a rendőr egy másik fegyverrel lelövi a férfit. A rendőr és az emberrabló hajóval viszik el Stephanie-t, hogy eladják, de sikerül megszöknie. Megöli az egyik emberrablót és a vízbe veti magát. A parton a vevő és a rendőr elkapja, de a lány ismét megszökik. Végül a paraguayi határ közelében sikerül megölnie a rendőrt.

## Szereplők
| Szerep      | Színész           | Magyar hang    |
| ----------- | ----------------- | -------------- |
| Stephanie   | Amber Heard       | Vadász Bea     |
| Michael     | Karl Urban        | Dolmány Attila |
| Ellie       | Odette Annable    | Pálmai Anna    |
| Camila      | Gia Mantegna      | N/A            |
| Rosamaria   | Adriana Barraza   | Molnár Zsuzsa  |
| Chucho      | Michel Noher      | Papp Dániel    |
| Luca        | Luis Sabatini     | N/A            |
| Calvo       | César Vianco      | Végh Péter     |
| Takarítónő  | Maria Salome Cari | N/A            |
| Vékony srác | Matias Paz Conde  | N/A            |
| Pincérnő    | Andrea Verdun     | N/A            |

## A film készítése
A filmet 2009 márciusában forgatták Argentínában.

## Bemutató és DVD megjelenés
A filmet 2010. február 18-án mutatták be Németországban, és a tervek szerint 2011. február 11-én került volna a mozikba az Optimum Releasing forgalmazásában az Egyesült Királyságban. 2010. május 14-én az Anchor Bay megszerezte a film amerikai forgalmazási jogait, így a film 2010. december 17-től korlátozottan került a mozikba.
2010. december 28-án jelent meg DVD-n és Blu-ray lemezen.

## Fogadtatás
A Rotten Tomatoes weboldalon hét kritikus véleménye alapján 14%-os minősítést kapott.

## Fordítás
- Ez a szócikk részben vagy egészben  az   And Soon the Darkness (2010 film) című angol Wikipédia-szócikk fordításán alapul.  Az eredeti cikk szerkesztőit annak laptörténete sorolja fel. Ez a jelzés csupán a megfogalmazás eredetét és a szerzői jogokat jelzi, nem szolgál a cikkben szereplő információk forrásmegjelöléseként.